# Great American Ball Park
Il Great American Ball Park è uno stadio di baseball situato a Cincinnati nello Stato dell'Ohio, Stati Uniti. Ospita gli incontri casalinghi dei Cincinnati Reds, squadra che milita nella Major League Baseball (MLB).
È stato progettato per sostituire il vecchio Riverfront Stadium e i lavori di costruzione sono iniziati il 1º agosto del 2000. La partita inaugurale è stata giocata il 31 marzo 2003 e ha visto la squadra di casa perdere 10 a 1 contro i Pittsburgh Pirates. Occasionalmente viene utilizzato per concerti ed eventi di vario tipo.

## Storia
I diritti di denominazione appartengono alla compagnia assicuratrice Great American. Nel 2006 l'allora presidente George W. Bush effettuò il consueto primo lancio durante la prima partita di campionato (opening day) contro i Chicago Cubs. Prima dell'inizio della stagione 2015, in previsione dell'All-Star Game, la dirigenza dei Reds stanziò circa 5 milioni di dollari per apportare modifiche e migliorie allo stadio. Sono stati costruiti nuovi bar, migliorato il servizio di ristorazione nonché la sostituzione, con alcune più moderne e accattivanti, delle scritte a led rappresentanti il nome dello stadio all'esterno e all'interno delle tribune. Il 14 luglio 2015 vi ha avuto luogo l'86º MLB All-Star Game e la squadra dell'American League ha vinto con il punteggio di 6 a 3 contro la National League.

## Usi secondari
Durante questi anni si sono svolti anche diversi eventi al di fuori di partite di baseball, per esempio:
- Il 31 ottobre 2004 l'ex presidente degli Stati Uniti George W. Bush insieme a sua moglie Laura, organizzarono un comizio elettorale per le elezioni presidenziali del 2004.
- Il 4 agosto 2011 Paul McCartney tenne un concerto in occasione del suo tour mondiale chiamato On The Run Tour.
- Il 28 giugno 2014 Beyoncé e suo marito Jay-Z organizzarono la seconda tappa della loro tournée chiamata On the Run Tour richiamando 37.863 appassionati.
- Il 19 luglio 2014 Jason Aldean tenne un concerto durante il suo Burn It Down Tour.

## Galleria d'immagini

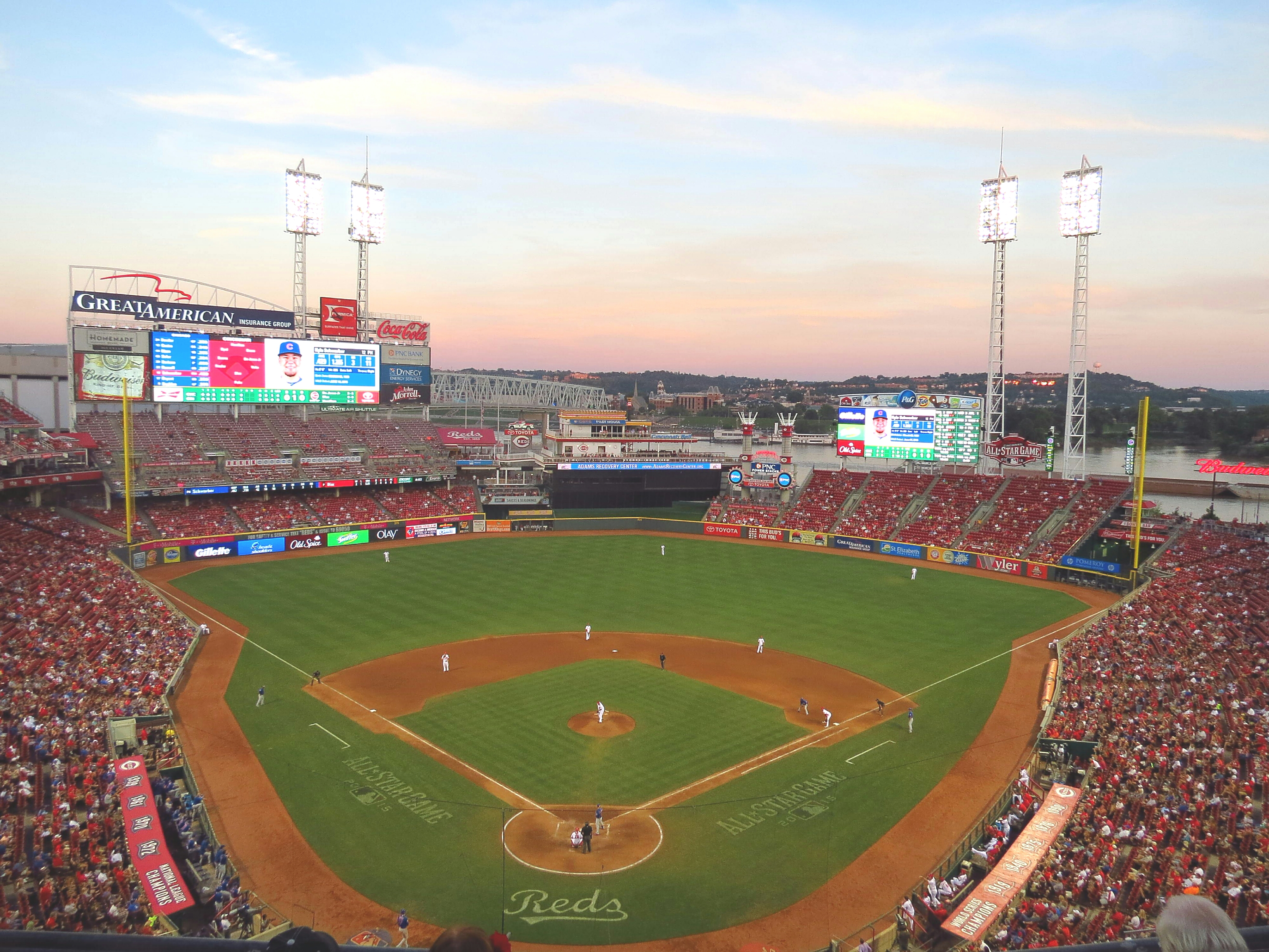
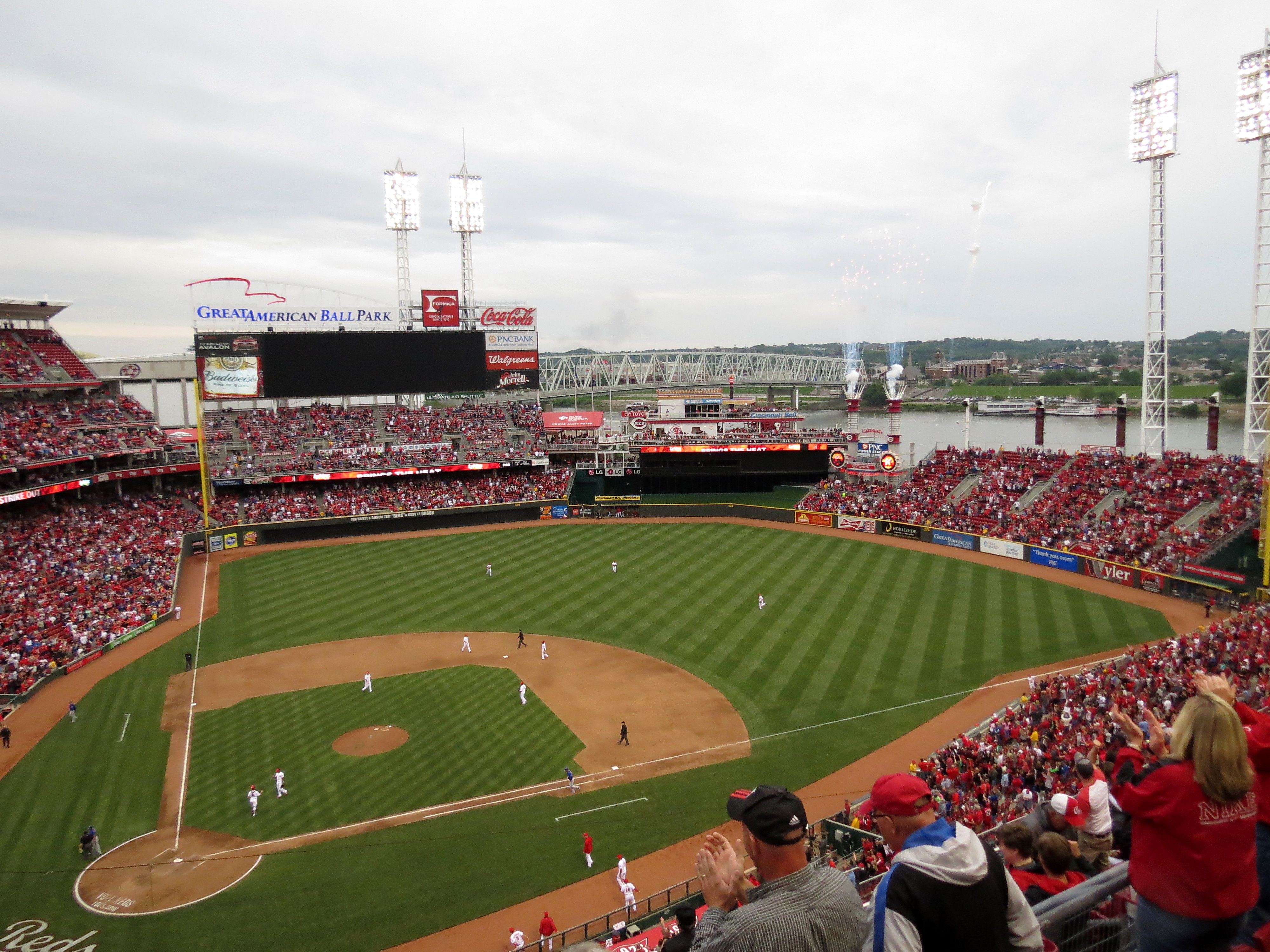
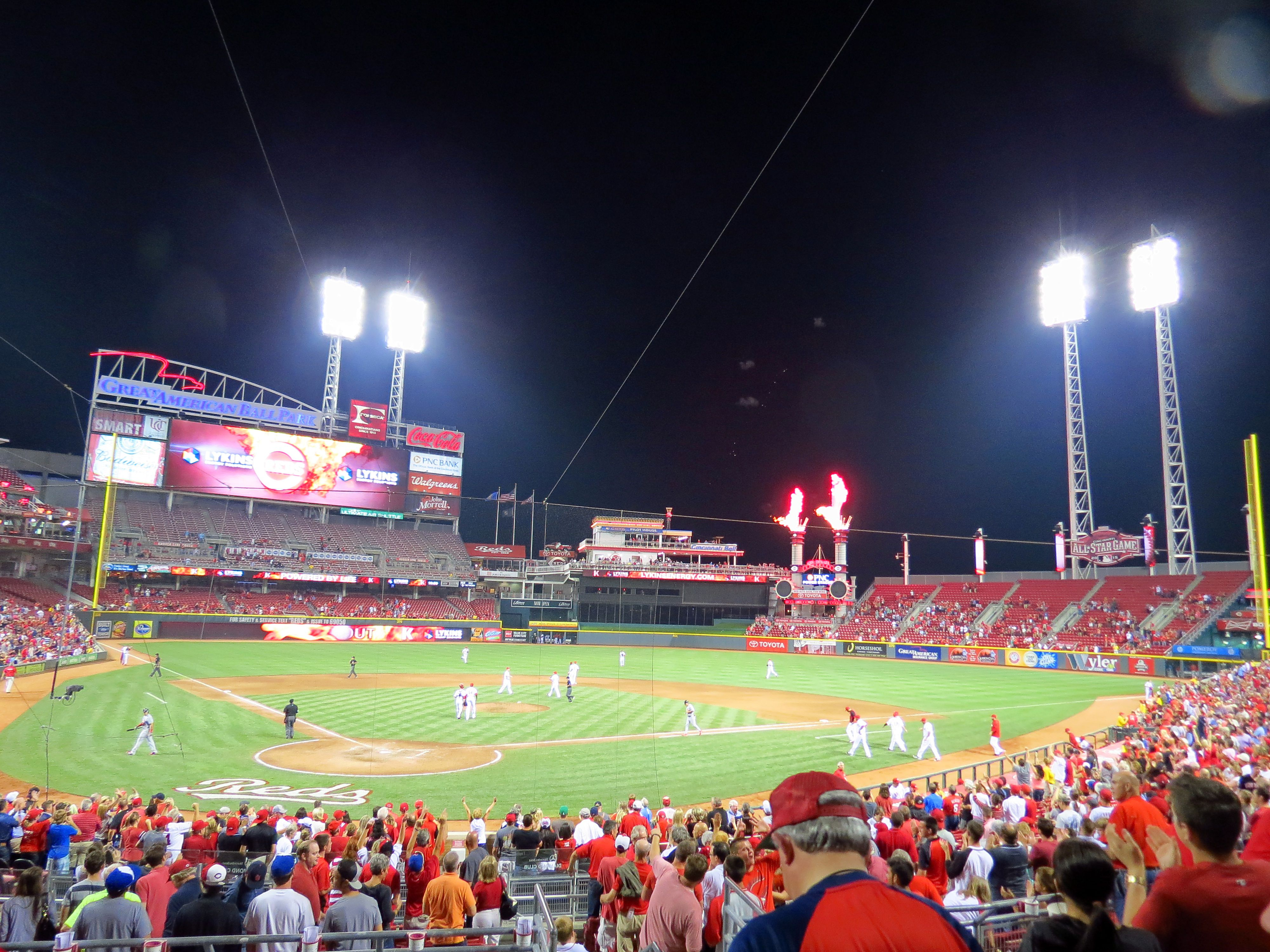
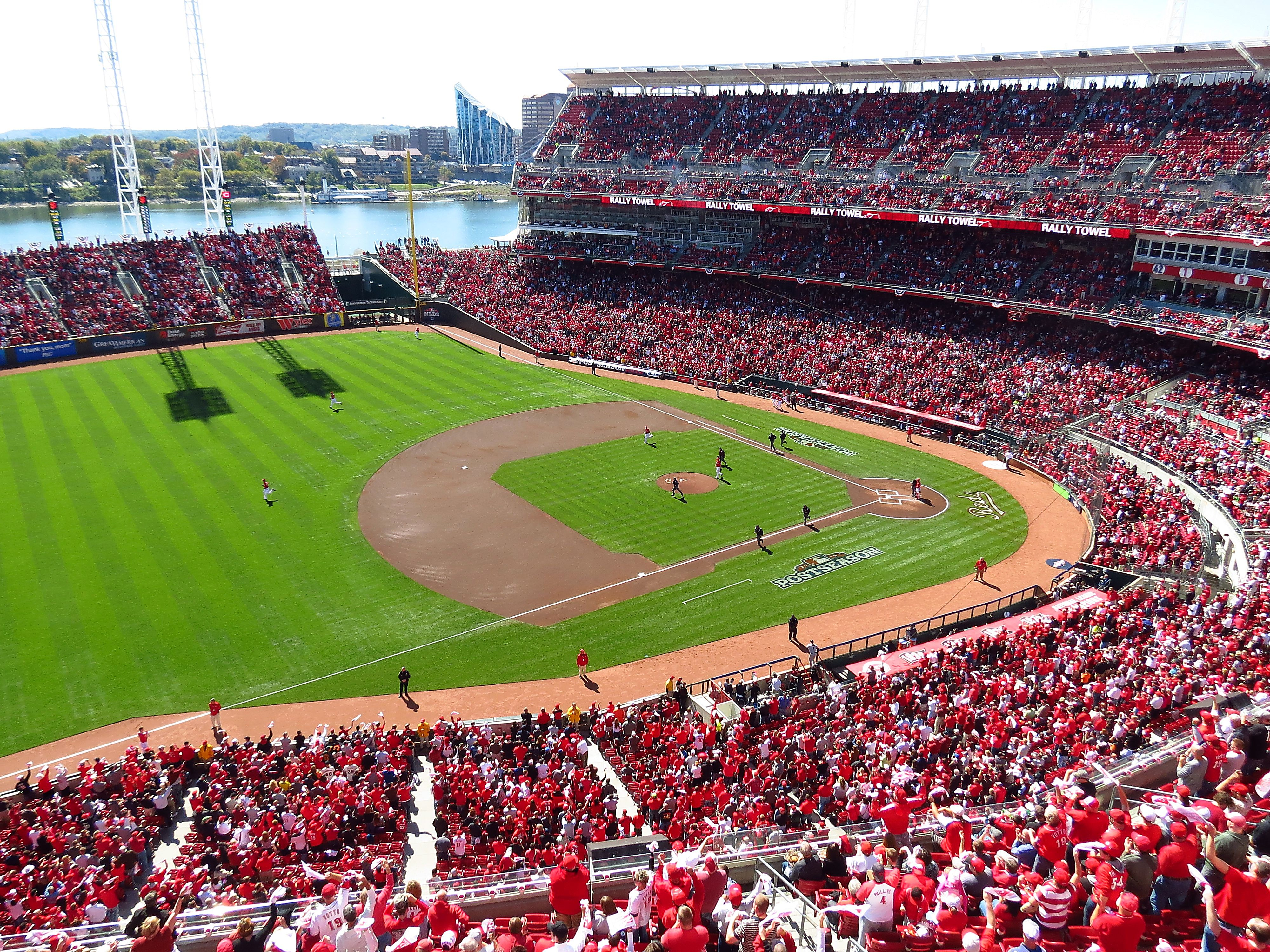
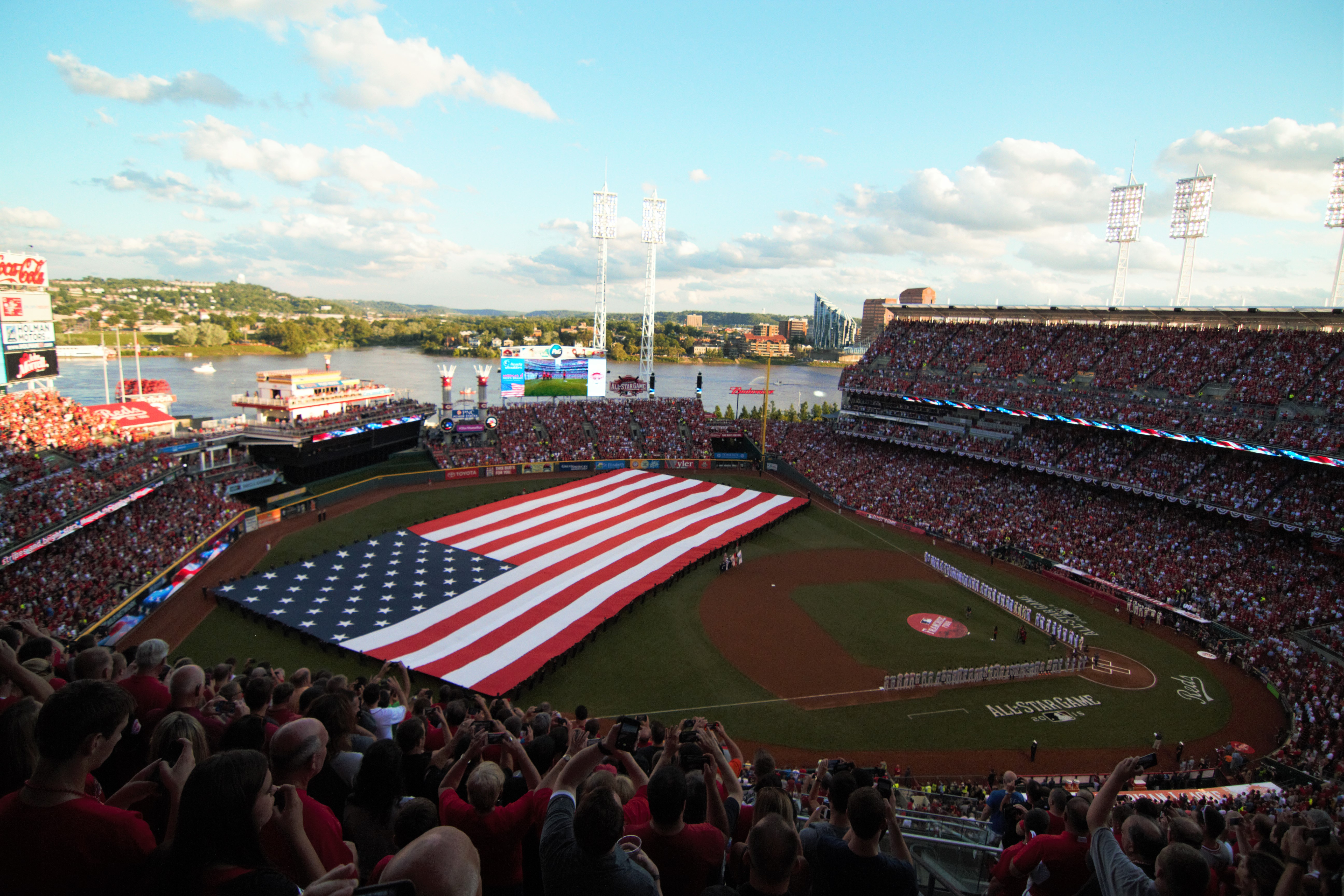
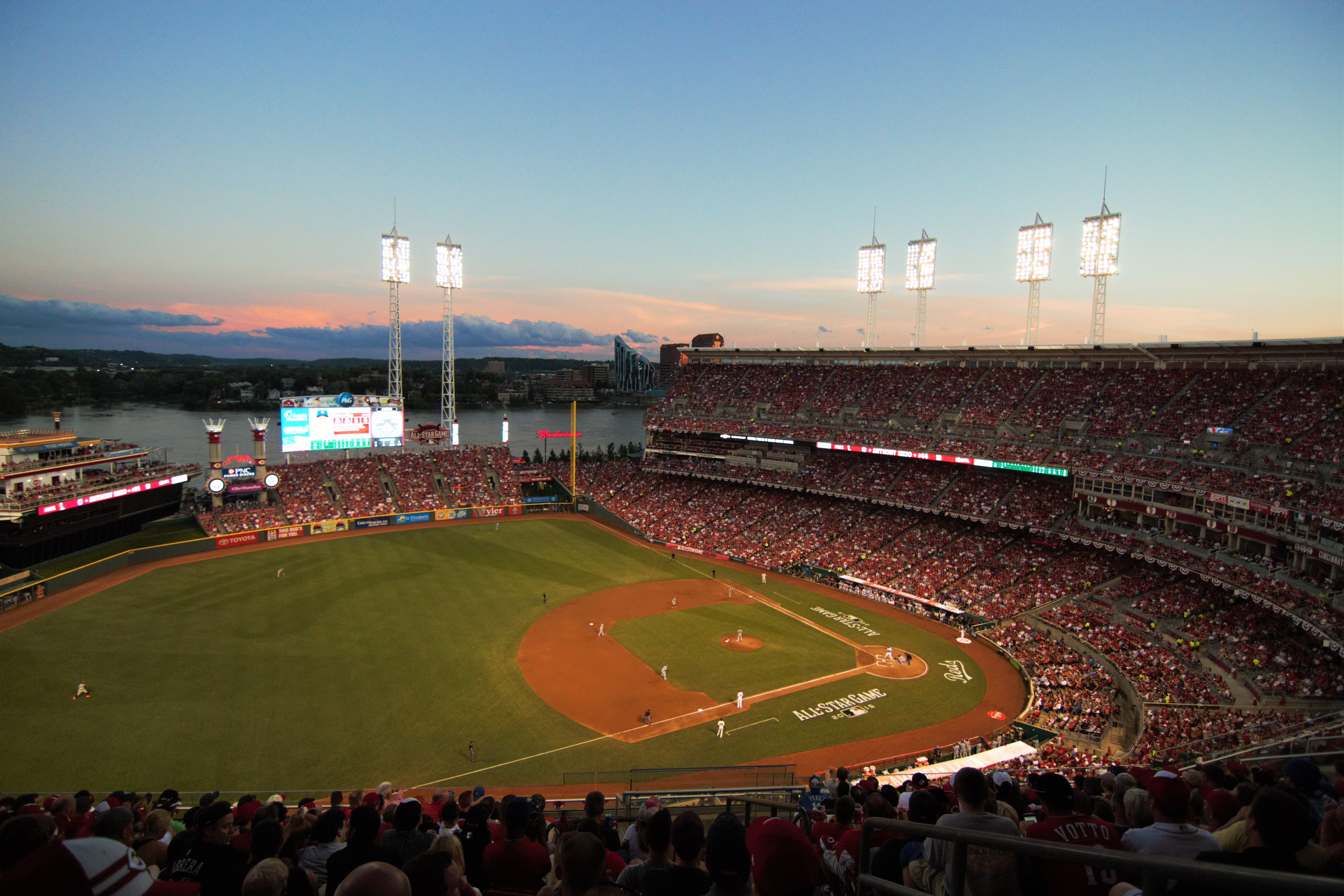
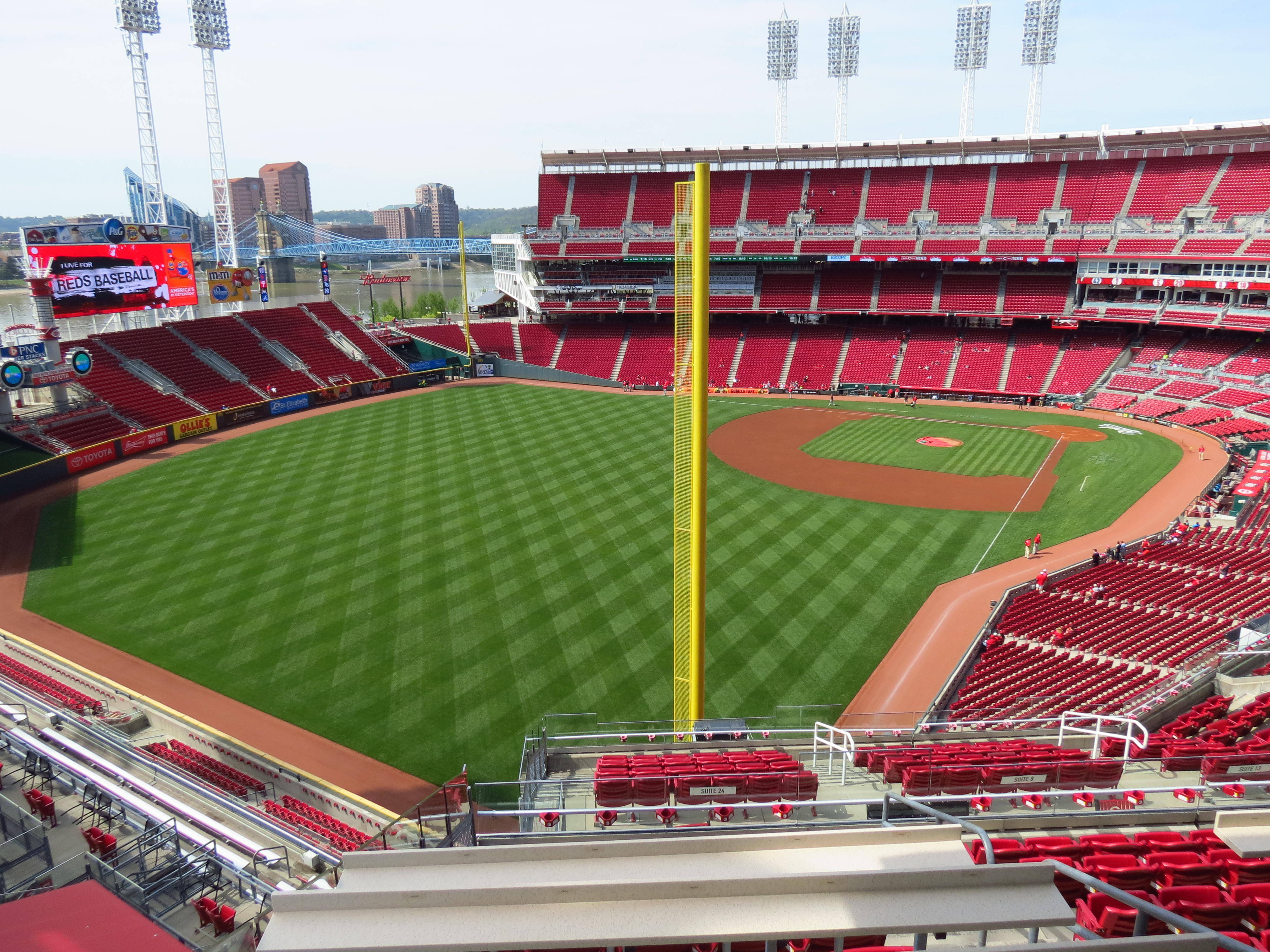
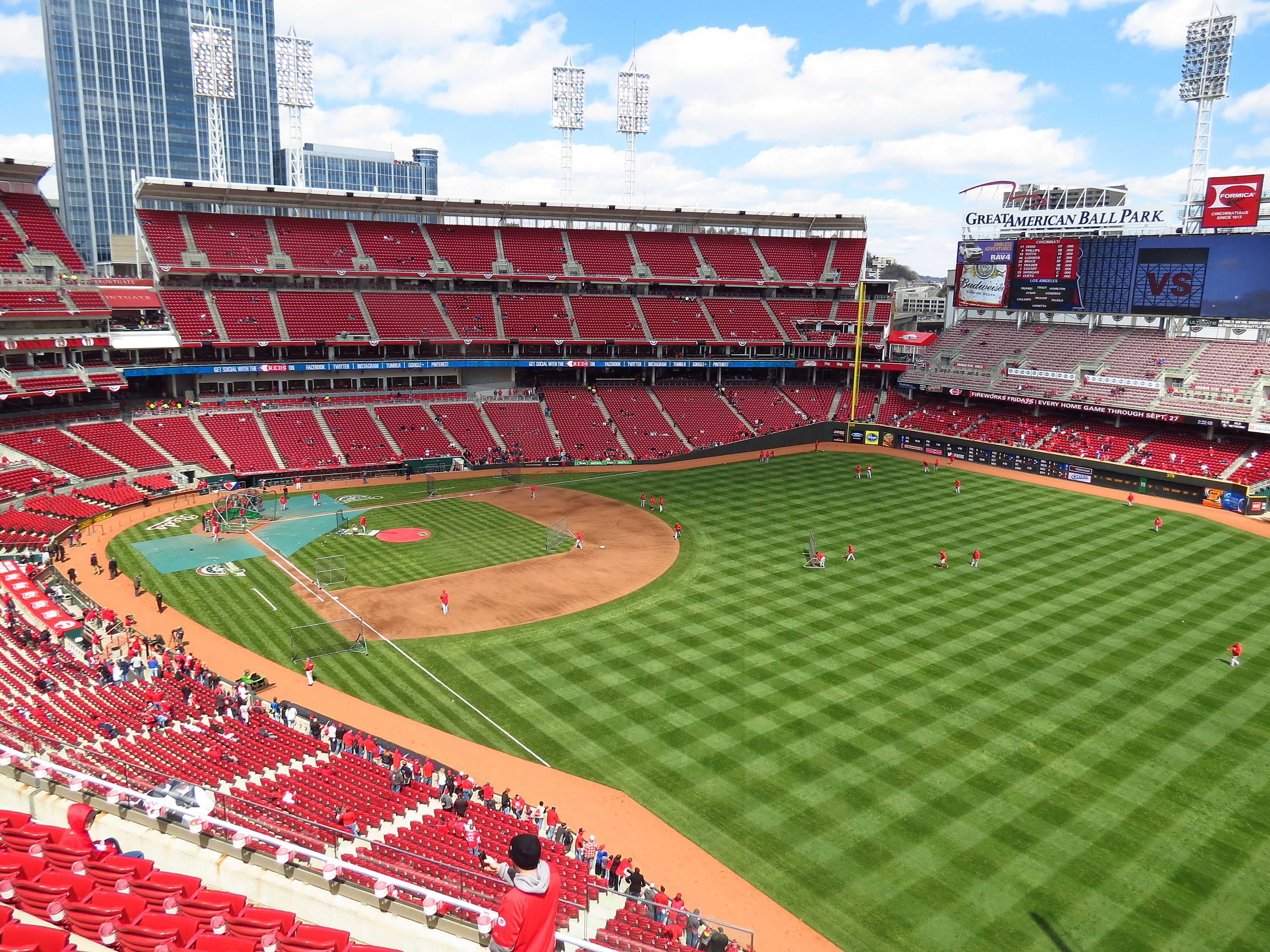
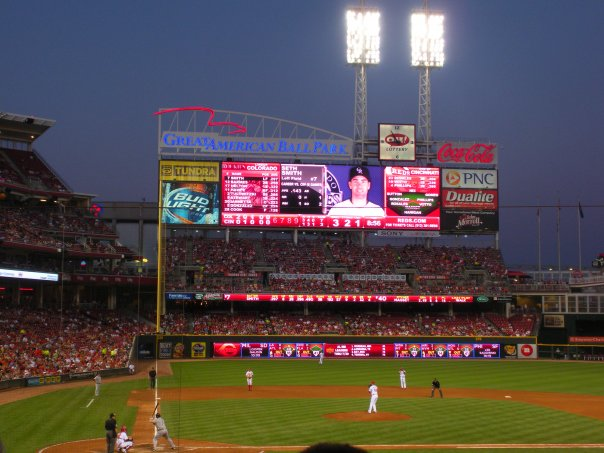
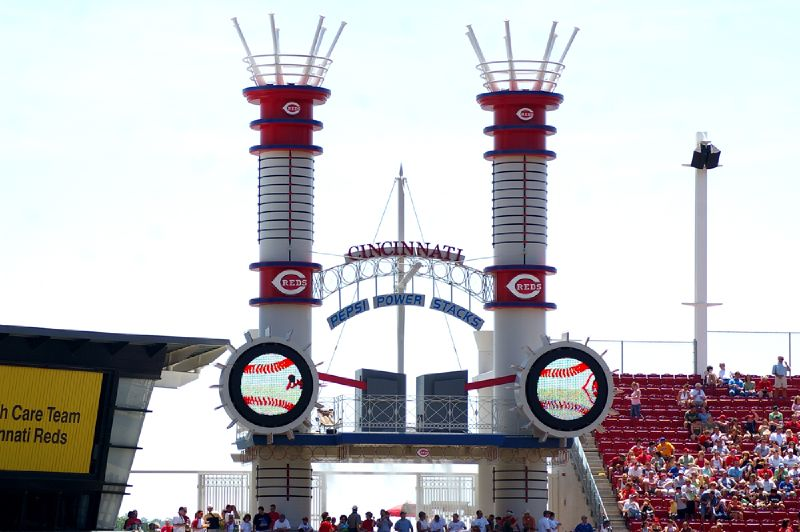
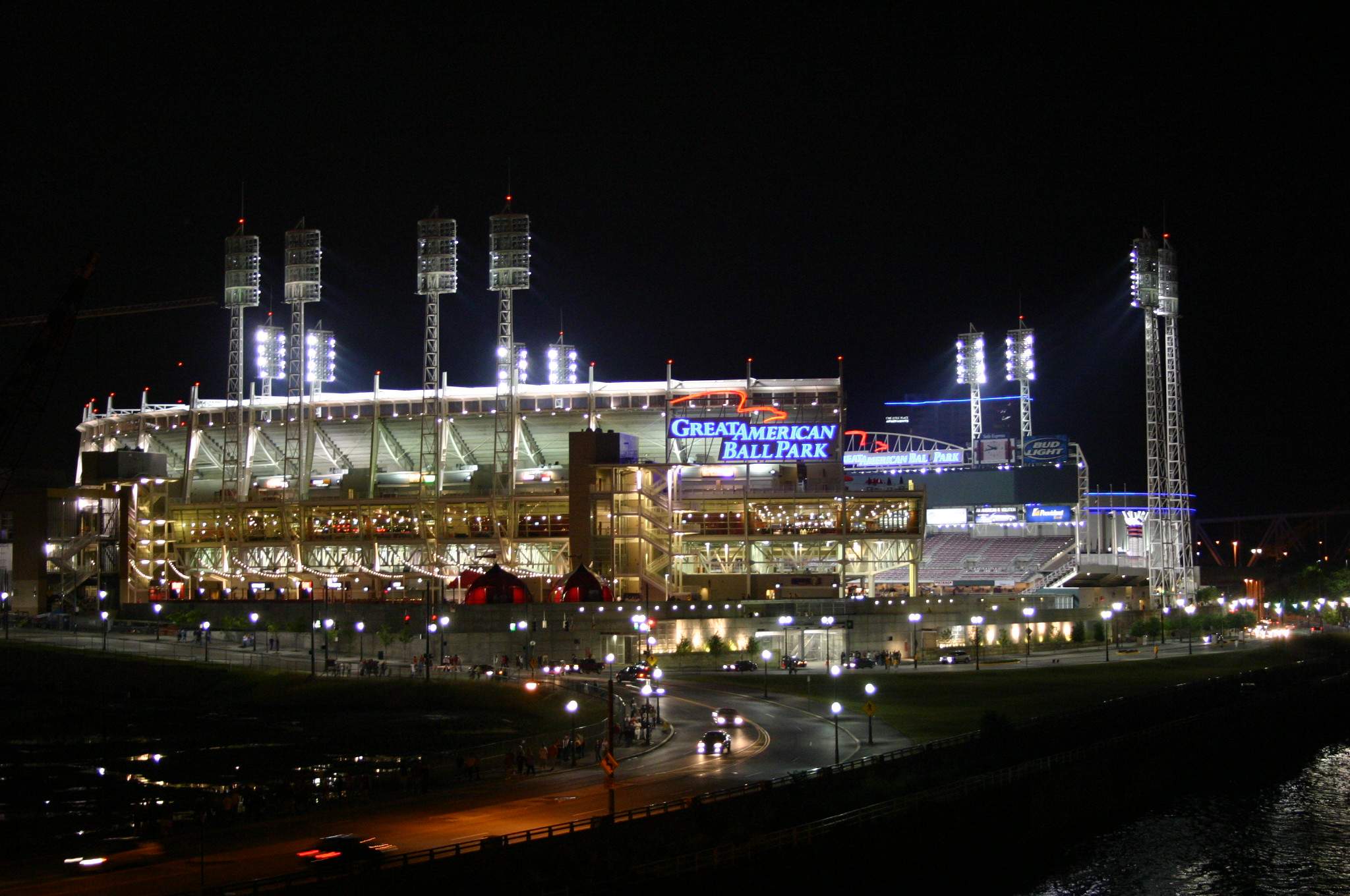
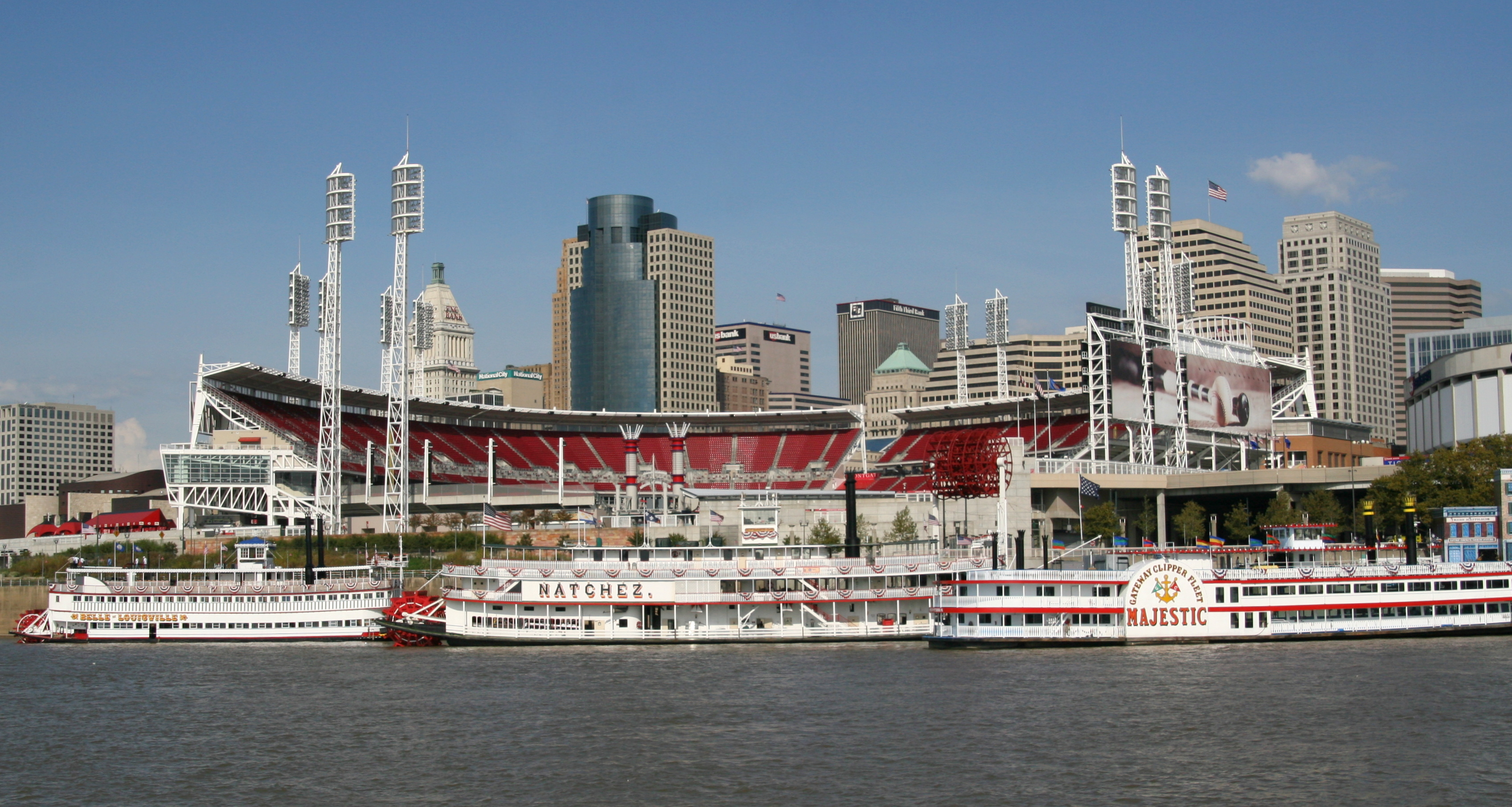